# 体が資本
体が資本（からだがしほん）は、人が生きていく上での教え。

## 概要
松下幸之助によって残された言葉。
松下幸之助は元々は虚弱な体質だが94歳まで生きた人物であり、体の健康は何よりも大切であることを知る。そして人間とは気分が大事で、気分が悪いと立派な才能を持とうとも十分に生かすことはできないとする。体が資本とは、この考えが由来。
何をするにも元気な体があってこそ可能、体の健康は何よりも大事であるという意味。事業を始める場合には資本と呼ばれる元手である金が必要であるごとく、物事を行うには元手である体が必要ということである。このため社会では相手を思いやるために、体が資本のため無理をしないようにや、十分に睡眠時間を取るように言われている。
2023年3月に大谷翔平に行われたインタビューでは、自らは体が資本であるため食事が一番配慮するべき事柄であり、甘いものを食べないように欲と戦っていると答えた。